# 모토다테촌
모토다테촌(本建村)은 야마나시현 미나미코마군에 있던 촌이다. 현재의 하야카와정에 해당한다.

## 역사
- 1874년 12월 - 고마군 4개 촌이 합병해 모토다테촌이 성립하였다.
- 1878년 7월 22일 - 군구정촌편직법에 의해 모토다테촌은 미나미코마군에 소속되었다.
- 1889년 7월 1일 - 정촌제 시행에 의해 모토다테촌이 단독으로 지자체를 형성하였다.
- 1956년 9월 30일 - 미야코가와촌, 미사토촌, 스즈리시마촌, 고카촌, 니시야마촌과 합병해 하야카와정이 성립하여, 동일 모토다테촌은 페지되었다.

## 참고문헌
- 角川日本地名大辞典 19 山梨県